# Цитау
Цитау (на немски: Zittau; на чешки: Žitava; на полски: Żytawa; на горнолужишки: Žitawa) е град в Германия, разположен в окръг Гьорлиц, провинция Саксония. Към 31 декември 2011 година населението на града е 27 845 души.